# Резня в Ардамате
Резня в Ардамате — расправа над населением деревни Ардамата, учиненная военными формированиями Сил быстрого реагирования (СБР) и ополченцами Джанджавид, жертвами которой стали по меньшей мере 800 человек. Массовое убийство произошло на фоне вспыхнувшей 15 апреля 2023 года в Судане гражданской войны, в которой СБР и лояльные им ополчения выступают против Вооруженных сил Судана, подчиняющихся де-факто правящей в стране военной хунте. 
Массовое убийство произошло 8 ноября 2023 года в деревне, расположенной на северо-востоке от Эль-Генейны, столицы суданской провинции Западный Дарфур.
Оценки числа погибших разнятся. По одним данным было убито от 800 до 1300 человек. По другим данным было убито более 2000 человек.
Большинство убитых принадлежало к общине Масалит, с начала гражданской войны подвергающейся преследованиям и массовым расправам со стороны СБР, что, по оценкам ряда экспертов, составляет геноцид масалитов.
Нападение произошло после того, как лагерь 15-й пехотной дивизии Суданских вооруженных сил отступил в Чад. После резни около 20 000 человек бежали в Чад.